# 東海自動車学校
座標: 北緯35度4分43.4秒 東経136度56分43.4秒 / 北緯35.078722度 東経136.945389度
有限会社東海自動車学校（とうかいじどうしゃがっこう、TOKAI DRIVING SCHOOL）は、愛知県名古屋市緑区に本社を置き、2校の愛知県公安委員会指定の自動車学校を運営する企業である。

## 事業所・所在地
- 東海自動車学校 - 愛知県名古屋市緑区鳴海町字上汐田211番地
- 緑ヶ丘自動車学校 - 愛知県名古屋市緑区大高町殿山31-12

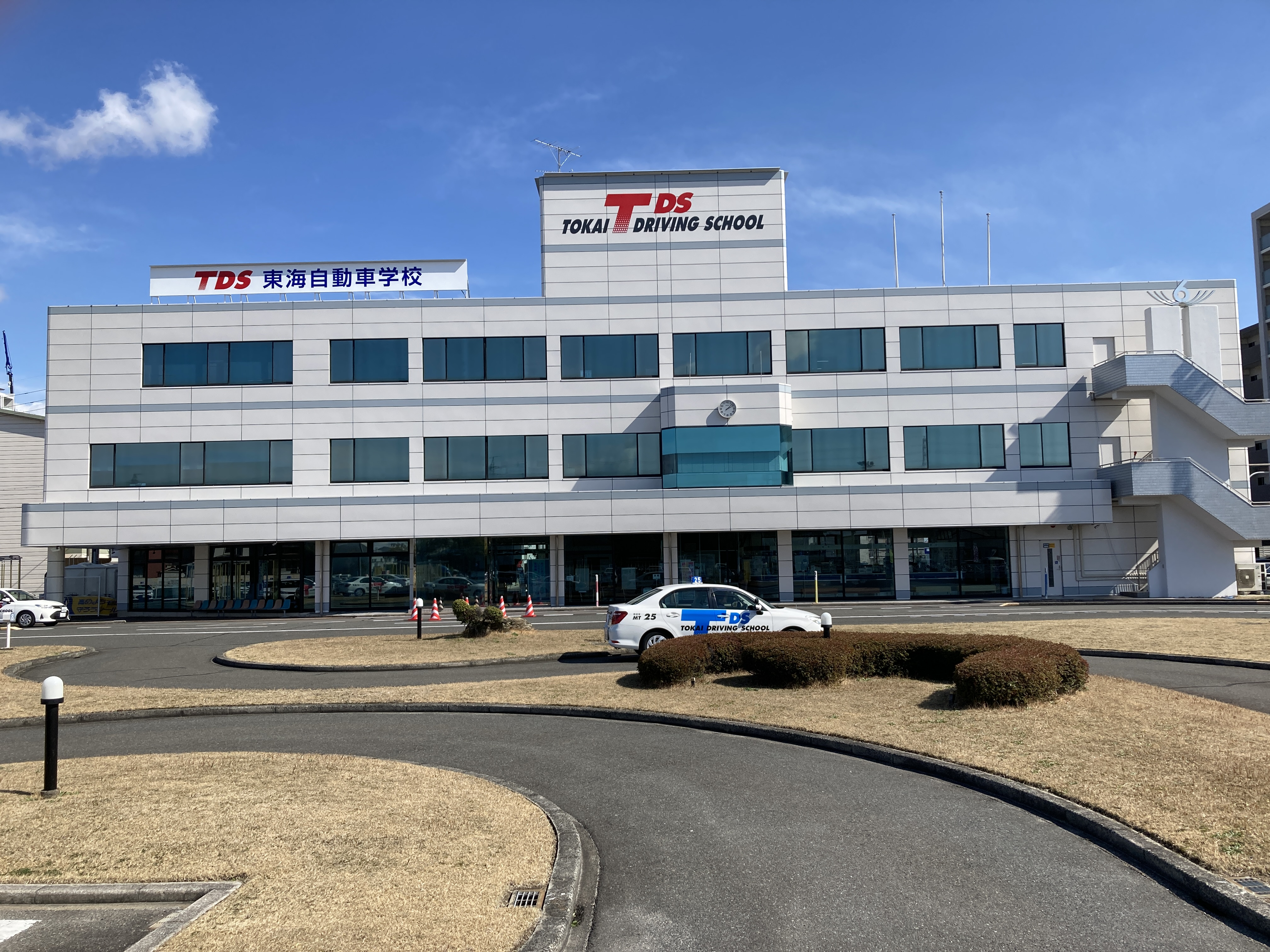
校舎外観リニューアル2025年3月

## 取得免許
- 普通自動車免許（MT車・AT車）
- 普通自動車第二種免許（MT車・AT車）
- 準中型自動車免許
- AT限定解除　準中５ｔ限定解除

## 取扱講習
- 高齢者講習　認定運転技能検査
- ペーパードライバー講習
- 取得時講習
- 初心運転者講習

## 交通アクセス
- 名鉄名古屋本線「鳴海駅」から徒歩で約3分。

## 姉妹校
- 緑ヶ丘自動車学校